# Pietro Antonio Lorenzoni
Pietro Antonio Lorenzoni (1721 — 1782) foi um pintor italiano que, acredita-se, pintou diversos retratos de Wolfgang Amadeus Mozart e sua família: "The Boy Mozart" (1763), a irmã dele Maria Anna Mozart em "Nannerl as a Child" e um retrato dos pais deles, Leopold Mozart (c. 1765). Lorenzoni chegou a Salzburgo, na Áustria, na década de 1740 e quis pintar primeiro Wolfgang e Nannerl. Seu protégé, Johann Nepomuk della Croce, pintou um retrato da família Mozart em 1780.

"Boy Mozart"

Retrato de Leopold Mozart

"Nannerl as a child"